# Bistrica pri Tržiču
Bistrica pri Tržiču este o localitate din comuna Tržič, Slovenia, cu o populație de 3.187 de locuitori.